# Villabrágima
Villabrágima est une commune de la province de Valladolid dans la communauté autonome de Castille-et-León en Espagne.

## Sites et patrimoine
Les édifices notables de la commune sont :
- Muraille (es) ;
- Église Sainte-Marie (es) (iglesia de Santa María) ;
- Église Saint-Genest (es) (iglesia de San Ginés) ;
- Chapelle del Cristo.

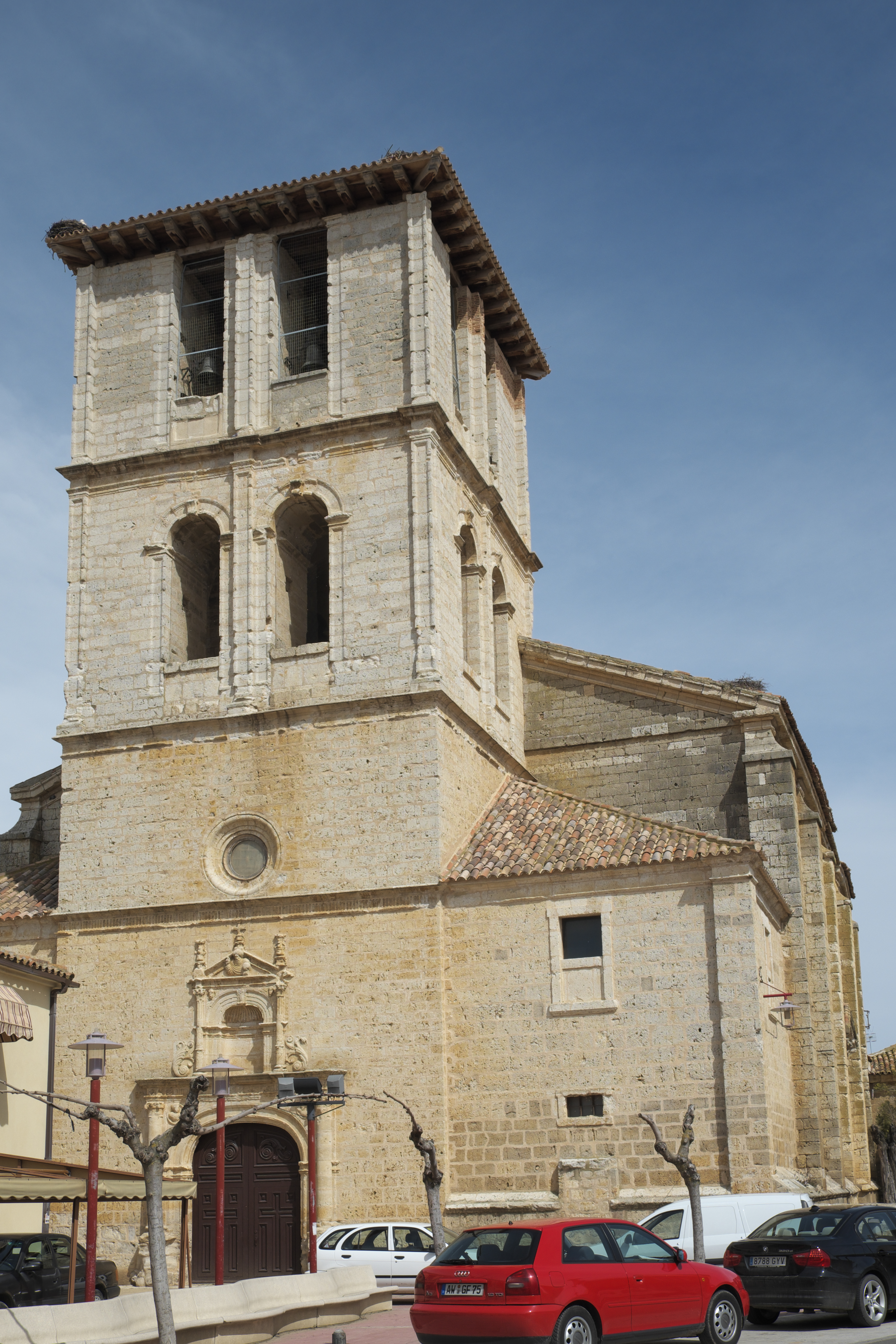
Église Sainte-Marie.
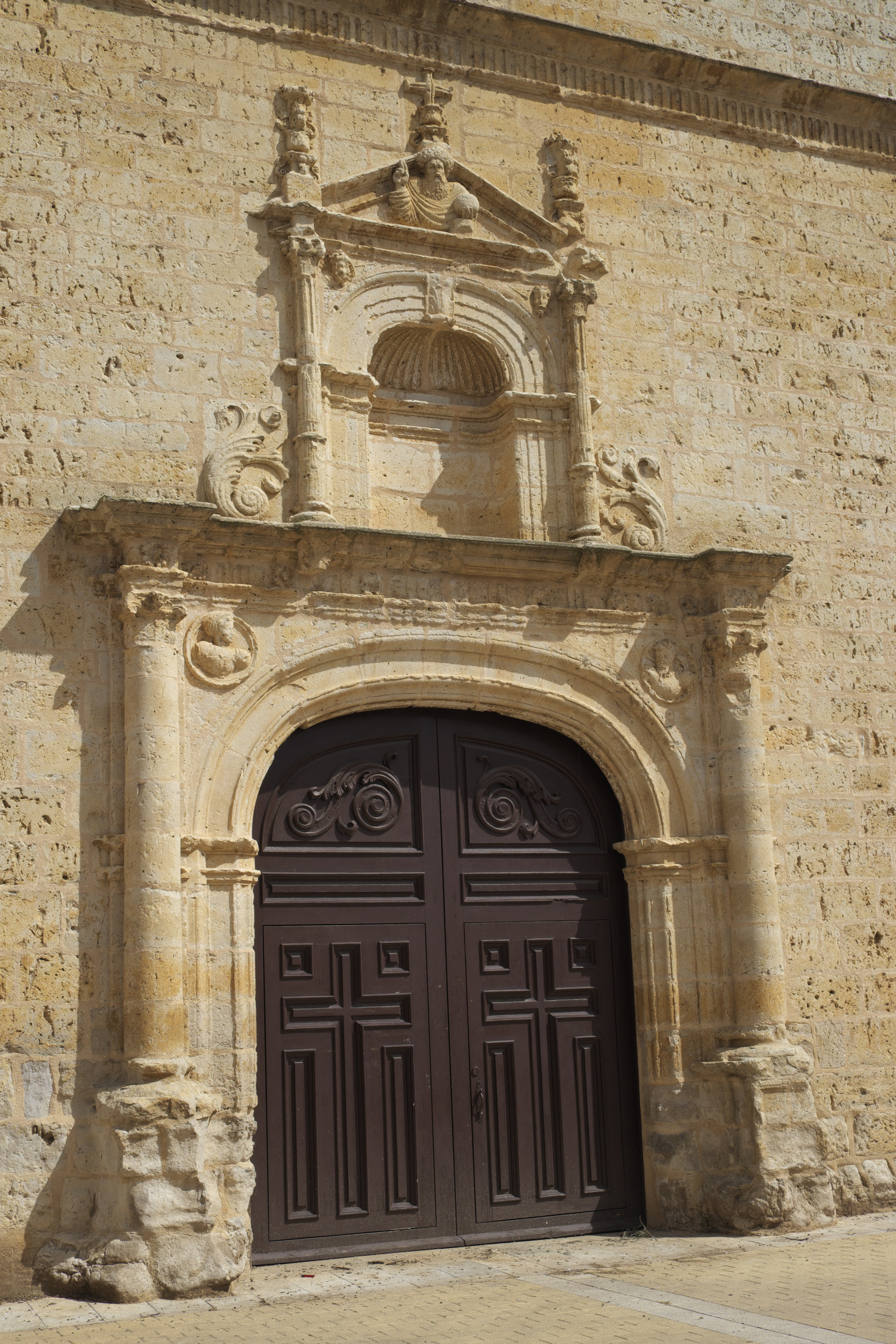
Porte de l'église Sainte-Marie.

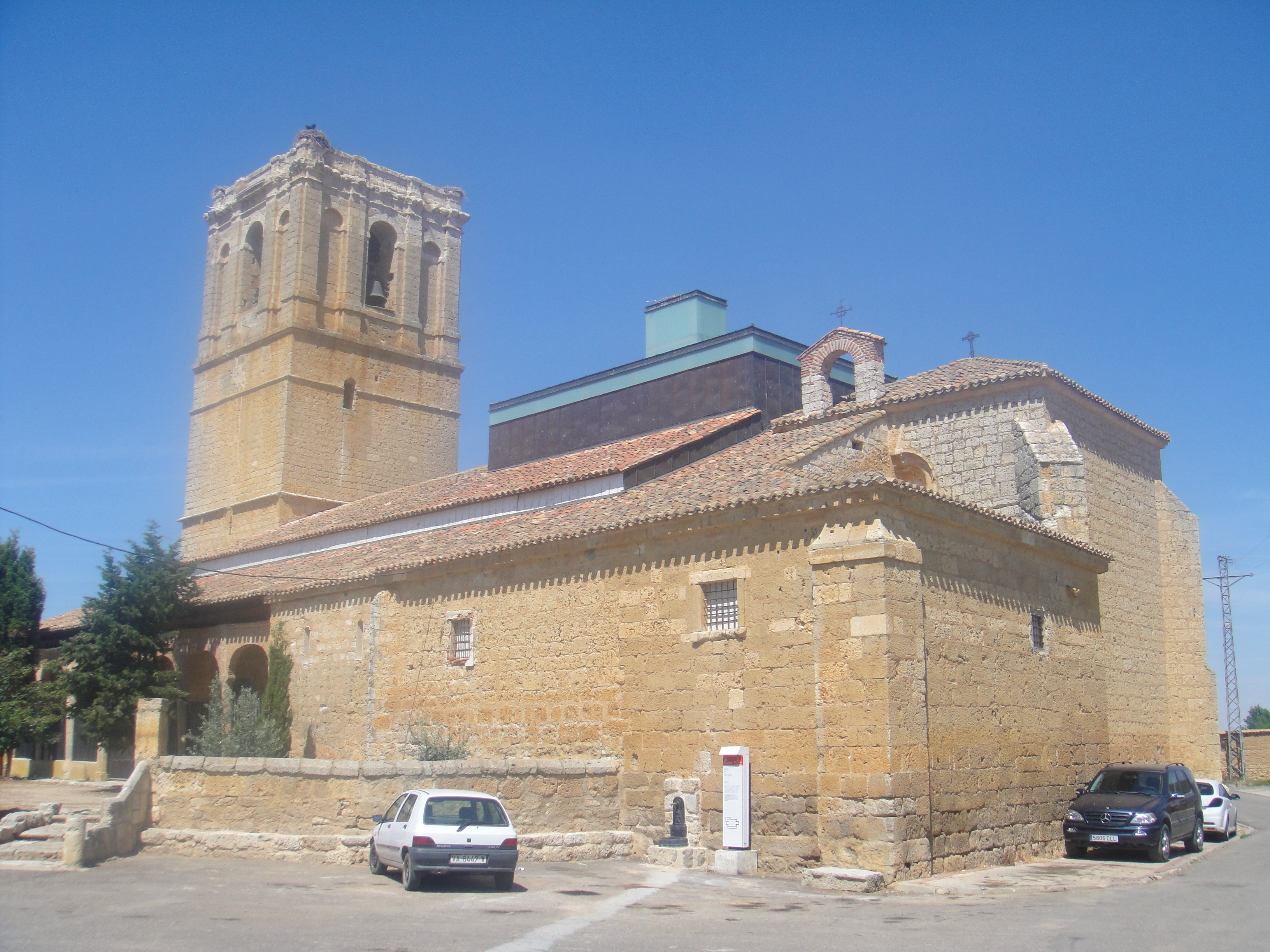
Église Saint-Genest.
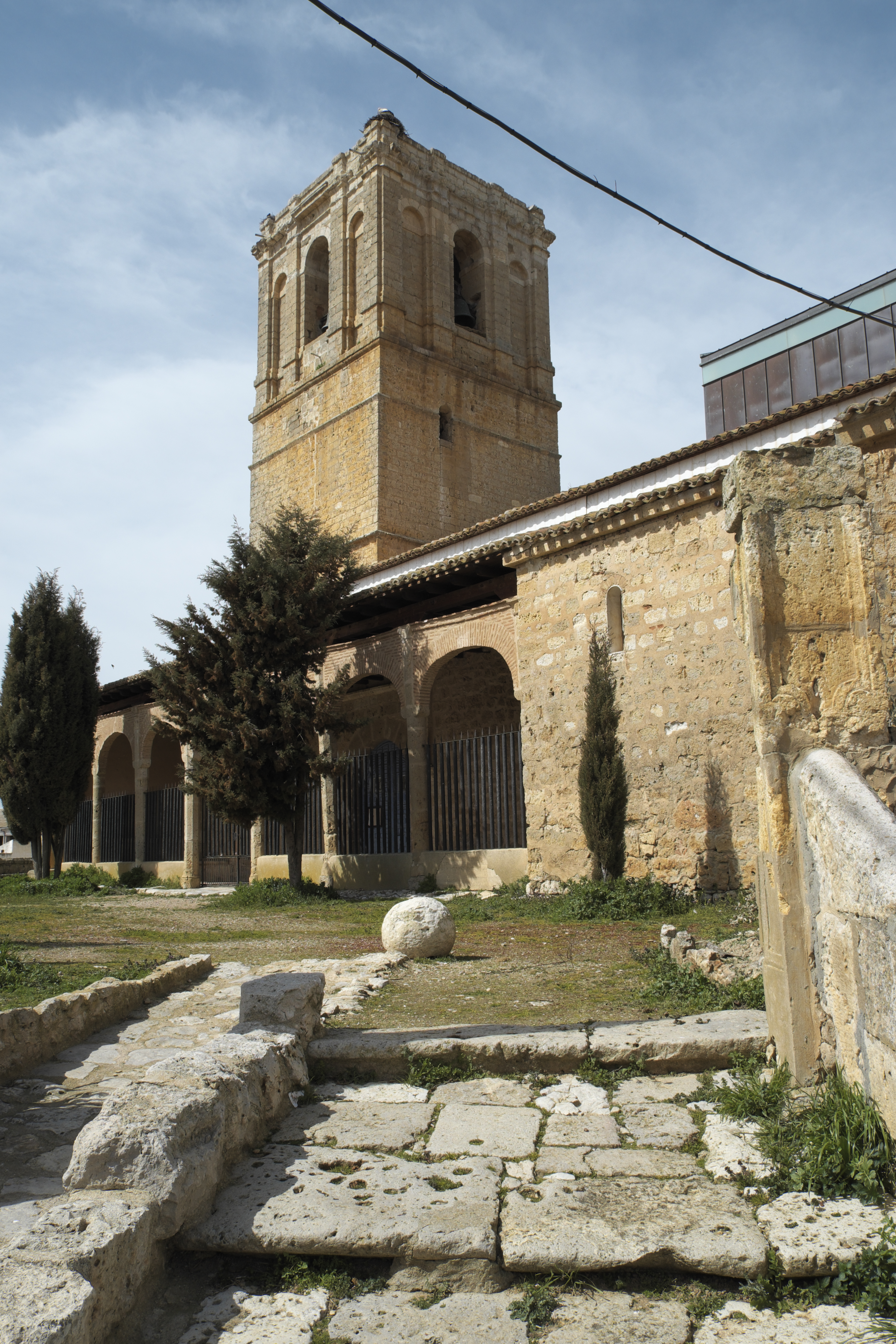
Église Saint-Genest.
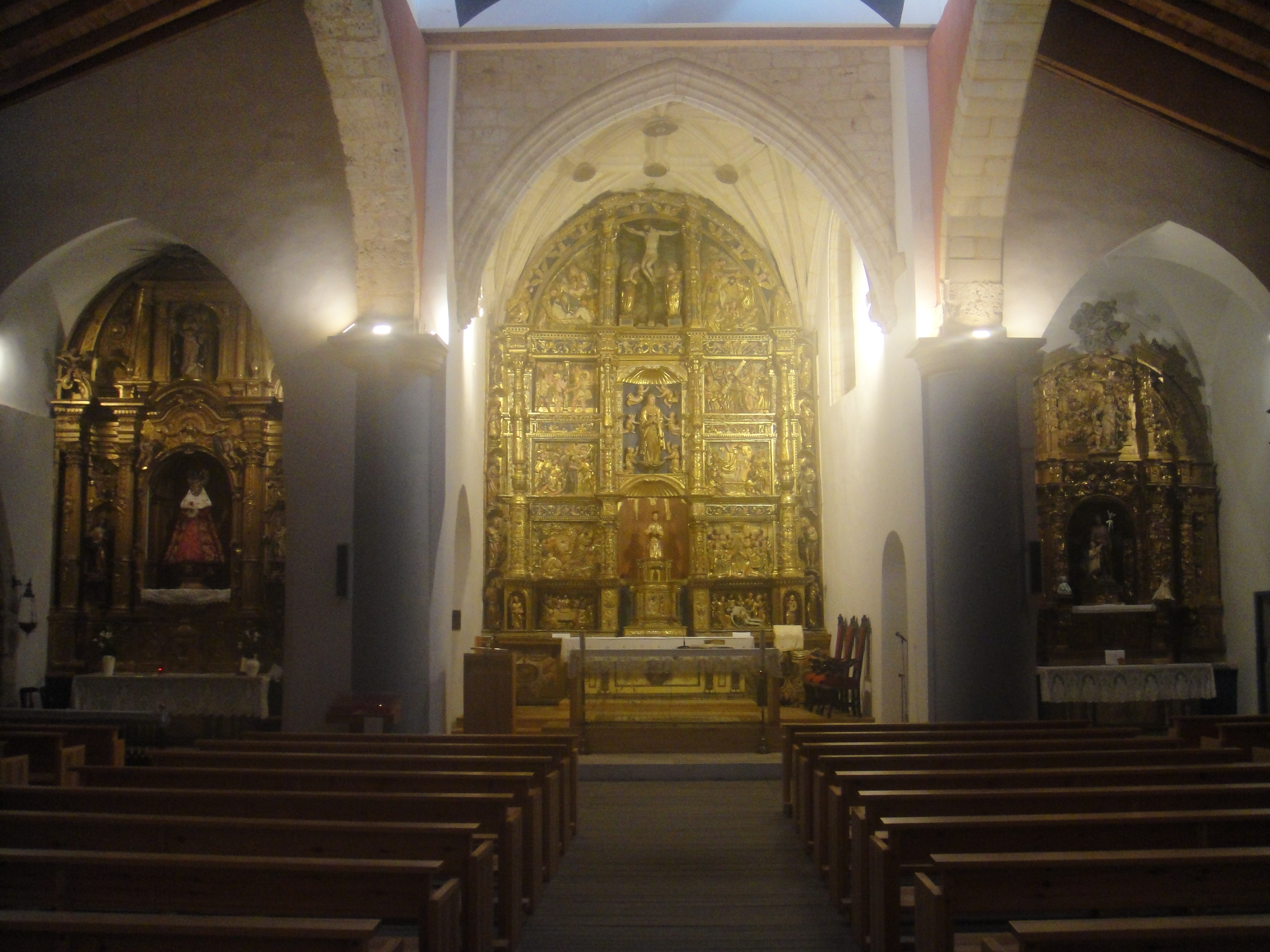
Église Saint-Genest.